# Solly Letwaba
Vous pouvez aider à l'améliorer ou bien discuter des problèmes sur sa page de discussion.
- Il ne cite pas suffisamment ses sources. Vous pouvez indiquer les passages à sourcer avec {{référence nécessaire}} ou {{Référence souhaitée}}, et inclure les références utiles en les liant aux notes de bas de page. (Marqué depuis avril 2024)
- Son contenu est rédigé entièrement ou presque à partir d'une seule source. N'hésitez pas à modifier cet article pour améliorer sa vérifiabilité en apportant de nouvelles références dans des notes de bas de page. (Marqué depuis avril 2024)
- Certaines informations devraient être mieux reliées aux sources mentionnées dans la bibliographie ou les liens externes. Améliorez sa vérifiabilité en les associant par des références. (Marqué depuis avril 2024)

- Archive Wikiwix
- Bing
- Cairn
- DuckDuckGo
- E. Universalis
- Gallica
- Google
- G. Books
- G. News
- G. Scholar
- Persée
- Qwant
- (zh) Baidu
- (ru) Yandex
- (wd) trouver des œuvres sur Wikidata

Solly Tshidiso Letwaba est un bassiste sud-africain, né en 1965 et mort en 2001.

## Biographie
Solly Letwaba a été le bassiste de Johnny Clegg de 1988 à 2001.
À la fin des années 1980, Solly Letwaba participe au succès du groupe Savuka emmené par Johnny Clegg, après que ce dernier a abandonné sa collaboration musicale avec Sipho Mchunu, le guitariste de leur groupe Juluka.
Avec des titres tels que Scatterlings of Africa, Asimbonanga — l'hymne à Nelson Mandela qui a donné ses lettres de noblesse à Johnny Clegg et à son groupe — Great Heart ou encore Are You Ready ?, Savuka attire les foules en masses, que ce soit dans son pays natal, mais aussi et surtout dans certains pays d'Europe. Solly Letwaba est arrivé en 1988 chez Savuka en lieu et place de Jabu Mabuso.
Contre toute attente, Johnny Clegg reforme Juluka en 1997 et se retrouve de nouveau avec Sipho Mchunu. Solly Letwaba est, cette fois, de la partie.
Resté fidèle à Johnny Clegg depuis 1988, Solly Letwaba s'éteint en 2001, à l'âge de 36 ans, des suites d'une tuberculose.